# Ghềnhbrug
De Ghềnhbrug (Vietnamees: Cầu Ghềnh) is een boogbrug over de rivier Đồng Nai in Vietnam. De brug ligt even ten zuiden van de stad Biên Hòa en verbindt Hiệp Hoà op het eiland Phố met Bửu Hòa aan de westelijke oever van de rivier.
De smalle brug wordt gebruikt voor zowel het wegverkeer als de trein, die ter plaatse over de weg rijdt. De spoorlijn die over deze brug gaat, is een onderdeel van de Spoorlijn Hanoi - Ho Chi Minhstad, die Station Hanoi met Station Sài Gòn met elkaar verbinden.
Op 20 maart 2016 werden twee brugpijlers door een schip geramd en stortte de brug deels in. De spoorbrug was echter al binnen drie maanden hersteld en ligt nu 1,5 m hoger boven het water.